# Leicester Rutledge
Pour les articles homonymes, voir Rutledge.

a Compétitions nationales et continentales officielles uniquement.

b Matchs officiels uniquement.
Dernière mise à jour le 13 septembre 2021.
 Leicester Malcolm Rutledge  (né le 12 avril 1952 à Christchurch, en Nouvelle-Zélande) est un ancien joueur de rugby à XV  qui a joué avec l'équipe de Nouvelle-Zélande. Il évoluait au poste de troisième ligne aile (1,85 m pour 92 kg).

## Carrière
Leicester Rutledge a joué 113 matchs pour la province de Southland.
Il a disputé son premier test-match avec l'équipe de Nouvelle-Zélande le 19 août 1978 contre l'Australie. Son dernier test-match fut contre cette même équipe, le 12 juillet 1980. 
En 2002, il fut assistant de l'entraîneur de l'équipe d'Italie.

## Palmarès
- Nombre de test matchs avec les Blacks :  13
- Nombre total de matchs avec les Blacks :  31 (1 comme capitaine)